# Афанасьєв Євген Іванович
Афана́сьєв Євге́н Іва́нович (рос. Афанасьев Евгений Иванович; 8 березня 1837, Орел — 5 березня 1897, Київ) — доктор медицини, професор.

## Біографія
Народився 24 лютого [8 березня] 1837 року в місті Орлі в купецькій родині. З 1848 по 1855 рік навчався в Орловській гімназії, в 1860 році закінчив Медико-хірургічну академію, після чого служив у різних місцях по військовому відомству.
У 1866 році його призначили молодшим учителем Київської фельдшерської школи; через рік — виконувач обов'язків ординатора при госпітальній терапевтичній клініці Київського університету. У 1869 році цей же університет удостоїв його ступеня доктора медицини за дисертацію: «До фізіології мозкових ніжок». У 1870 році був обраний Київським університетом доцентом при кафедрах клінічної та теоретичної патології і терапії і викладав лікарську діагностику аж до 1885 року, коли звільнився з університету.
Крім докторської дисертації Євген Афанасьєв надрукував кілька статей у медичних журналах та «Київських університетських вістях», поміщав статті з санітарних питань у київських газетах та протягом 1874—1876 років редагував переклад «Приватної паталогії і терапії» Фелікса фон Німейєра, що витримав два видання, та інші праці.

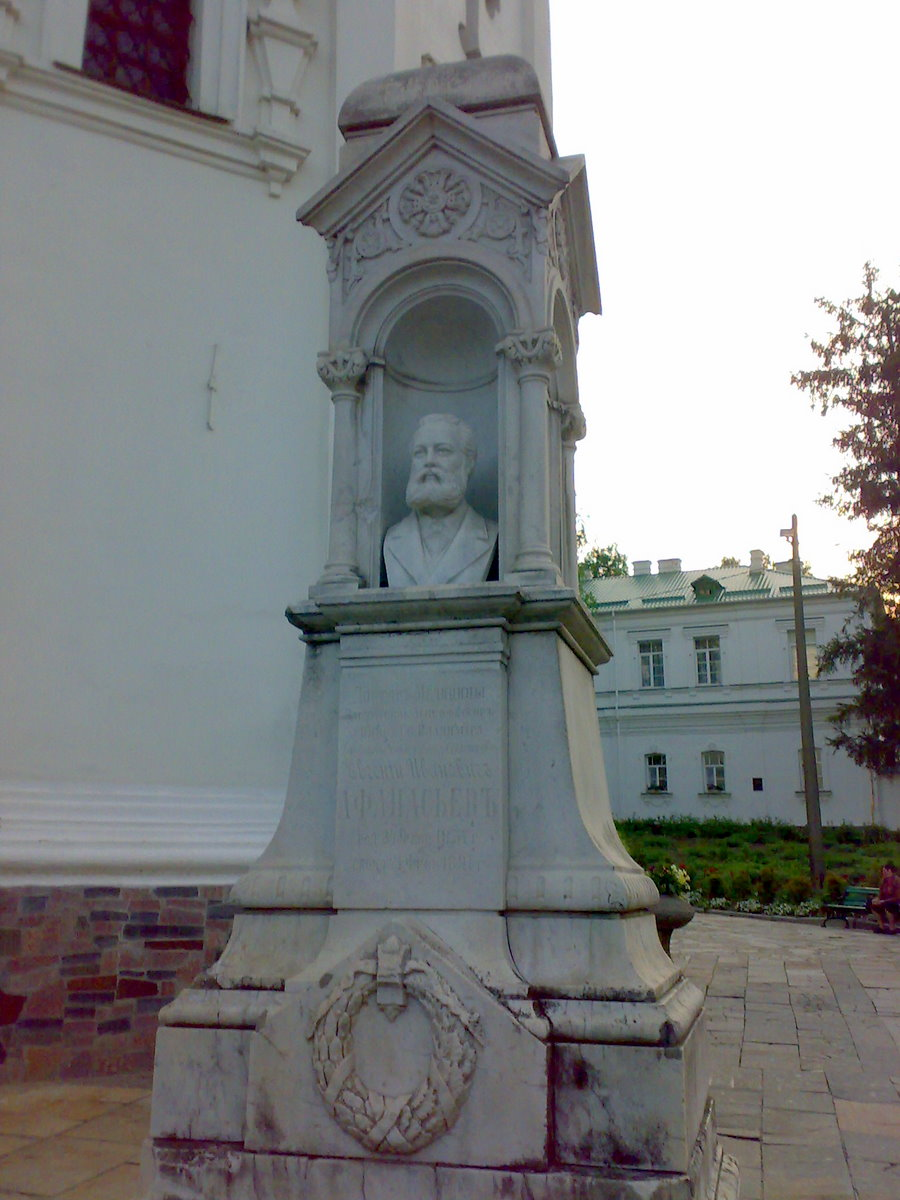
Надгробний пам'ятник.

Помер 21 лютого [5 березня] 1897 року. Похований на некрополі Видубицького монастиря в Києві (50°25′01″ пн. ш. 30°34′04″ сх. д. / 50.416835° пн. ш. 30.567853° сх. д.). На могилі встановлений пам'ятник у вигляді невеликої каплички на чотиригранному п'єдесталі. Капличка завершена напівциркульним склепінням. Її кути прикрашені півколонами коринфського ордера, на які спираються трикутні фронтони. На головній стороні каплички знаходиться напівциркульна ніша, у якій встановлене скульптурне погруддя Євгена Афанасьєва. П'єдестал складається із двох частин. Кути першої, трапецієподібної, прикрашені колонами тосканського ордера. Нижня частина прямокутна, з цоколем, рустована і прикрашена на головній стороні рельєфним зображенням траурного вінка. Склеп, капличка і п'єдестал — гранітні; погруддя — мармурове.